# Carlos Cruz-Diez
Carlos Cruz-Diez (Caracas, 17 augustus 1923 - Parijs, 27 juli 2019) was een Venezolaans schilder en beeldhouwer. Hij is bekend geworden als kinetisch en op-art kunstenaar.

## Leven en werk
Cruz-Diez studeerde van 1940 tot 1945 aan de Escuela de Artes Plásticas y Aplicadas in Caracas. Van 1946 tot 1951 was hij artistiek directeur van het reclamebureau McCann Erickson in Caracas. Hij gaf les aan de Escuela de Bellas Artes van 1953 tot 1955. Ook was hij werkzaam als ontwerper en illustrator voor de landelijke krant El Nacional. Midden in een carrière in opbouw reisde Cruz-Diez naar Europa. Hij vestigde zich in 1955 in Barcelona en bezocht Parijs twee keer, waar hij kennismaakte met nieuwe stromingen in de kunst, zoals geometrische abstractie en de Bauhaus-theorie om kunst en industrieel design te combineren. Ook hield het gebruik van kleur en de kleurtheorie hem bezig, hetgeen uiteindelijk een van de belangrijkste componenten van zijn werk werd. In 1956 keerde hij weer terug naar Venezuela en hij opende in 1957 zijn Estudio de Artes Visuales in Caracas.
Gedurende zijn opleiding had Cruz-Diez het werk bestudeerd van Georges Seurat en Josef Albers, beiden bekendstaand als kunstenaars, die experimenteerden met kleurverhoudingen, esthetica en kleurperceptie. Cruz-Diez werd vaak in verband gebracht met twee andere Venezolaanse kinetische kunstenaars, Jesús Rafael Soto en Alejandro Otero. Zij hadden samen gestudeerd en alle drie deelden ze dezelfde esthetische voorkeuren voor structuur en vorm. Zij werden gezien als hét gezicht van Venezuela in de internationale kunstwereld. Alhoewel Cruz-Diez later in Paris arriveerde dan Soto, hij woonde vanaf 1960 in Frankrijk, waren hun nationale achtergrond en hun internationale connecties (o.a. Galerie Denise René in Parijs) duidelijk gelijk.
Cruz-Diez is een gerenommeerd kunstenaar, die een lange erelijst heeft van solo- en groepsexposities. Hij leefde en werkte in Parijs. In Caracas is een museum voor beeldende kunst geopend dat zijn naam draagt, het Museo de la Estampa y del Disiño Carlos Cruz-Diez of Museo Cruz-Diez.

## Fotogalerij

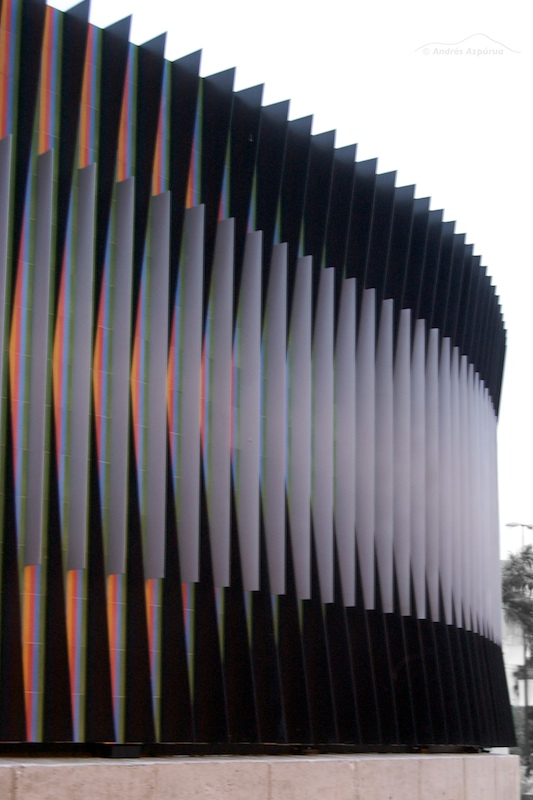
Kinetisch object in Caracas
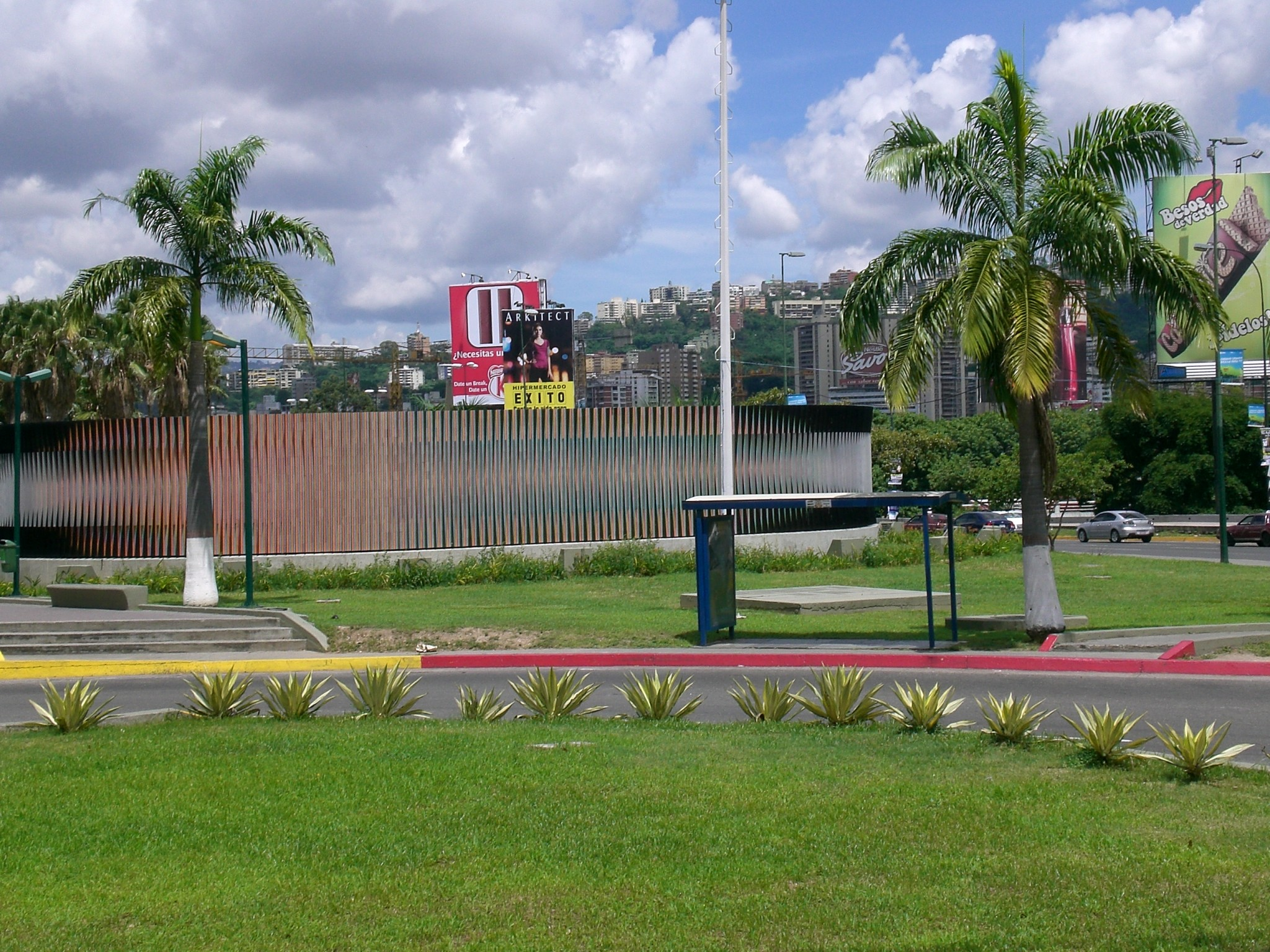
Fisicromía Homenaje a Don Andrés Bello in Caracas
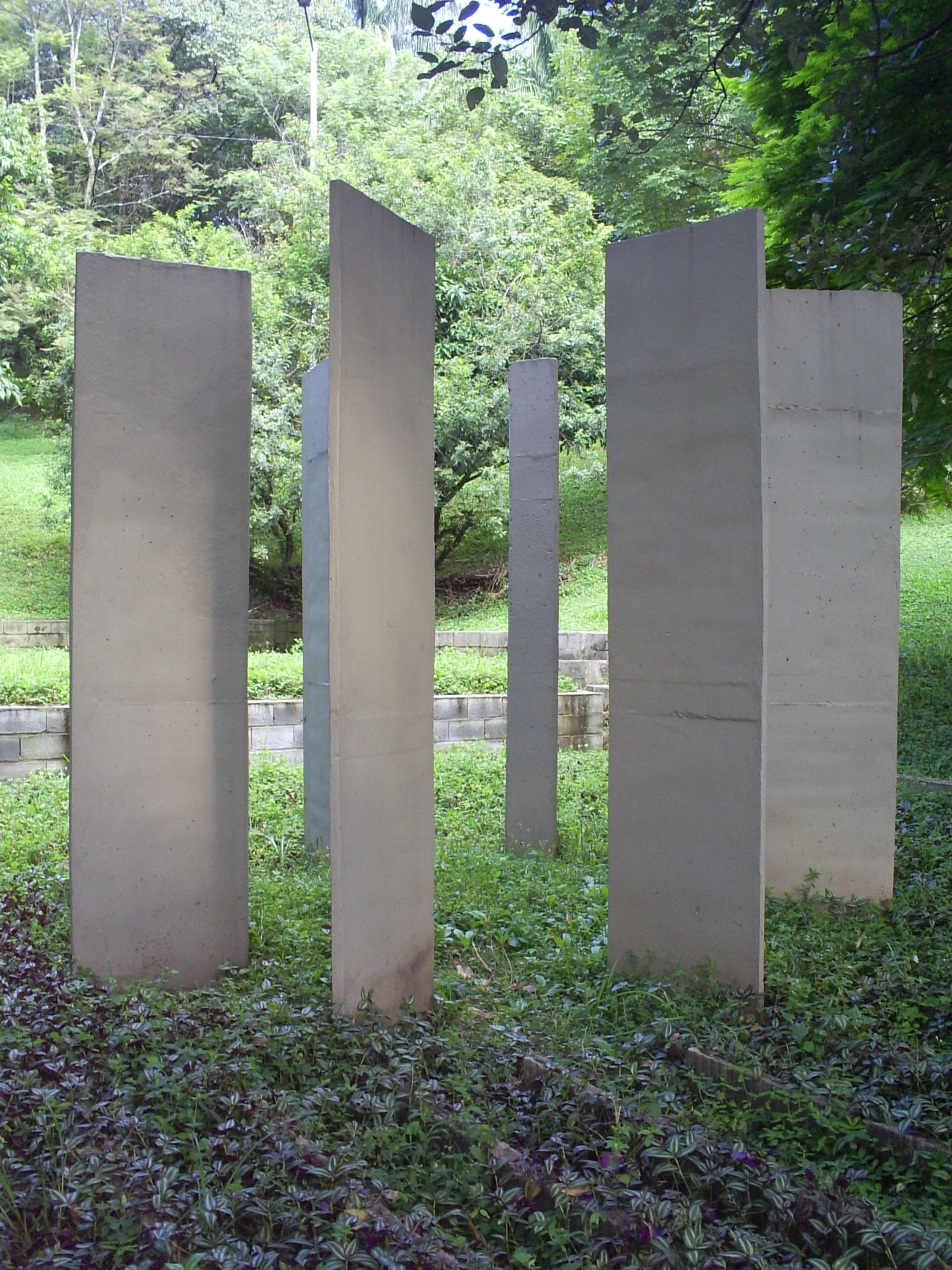
Estructura como vegetal, Parque de las Esculturas del Cerro Nutibara in Medellín (Colombia)
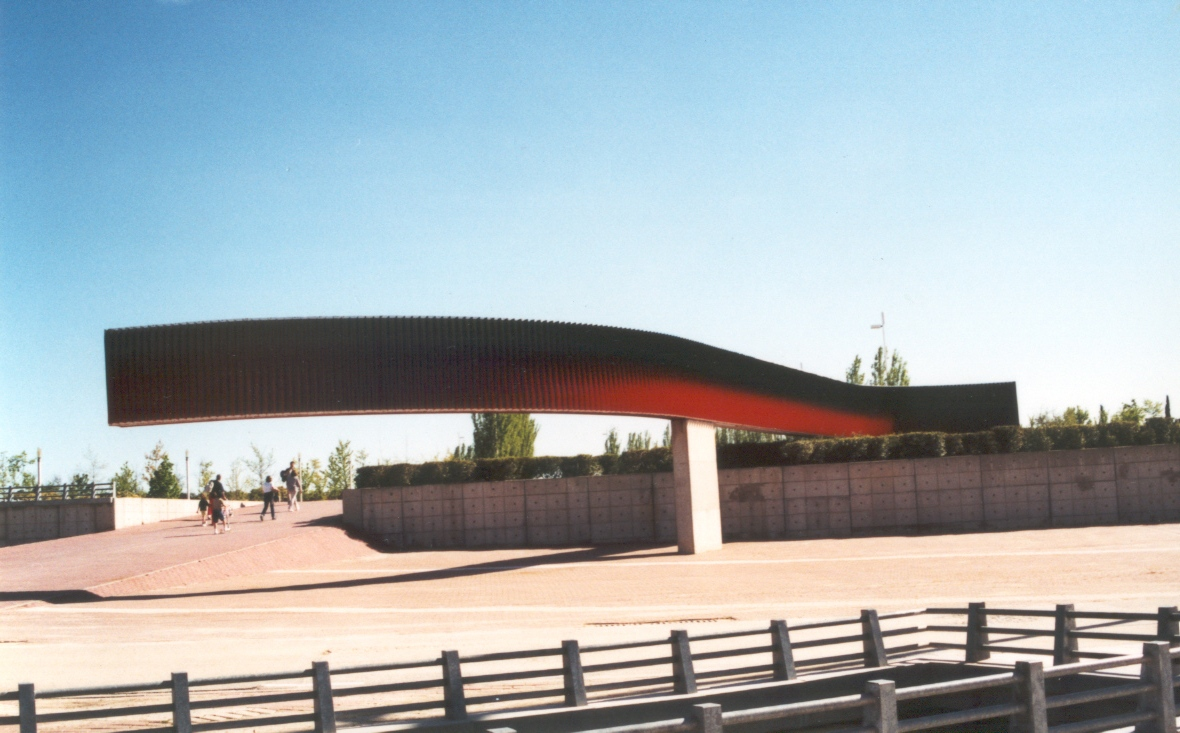
Fisicromía para Madrid a doble faz, Beelden in het Parque Juan Carlos I, Madrid
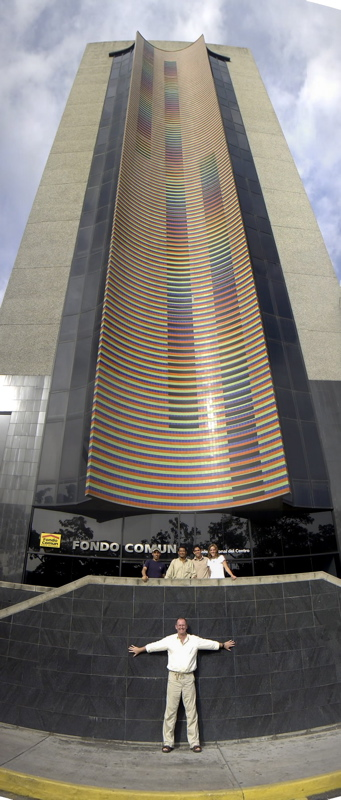
Object Cruz-Diez in Valencia (Venezuela)
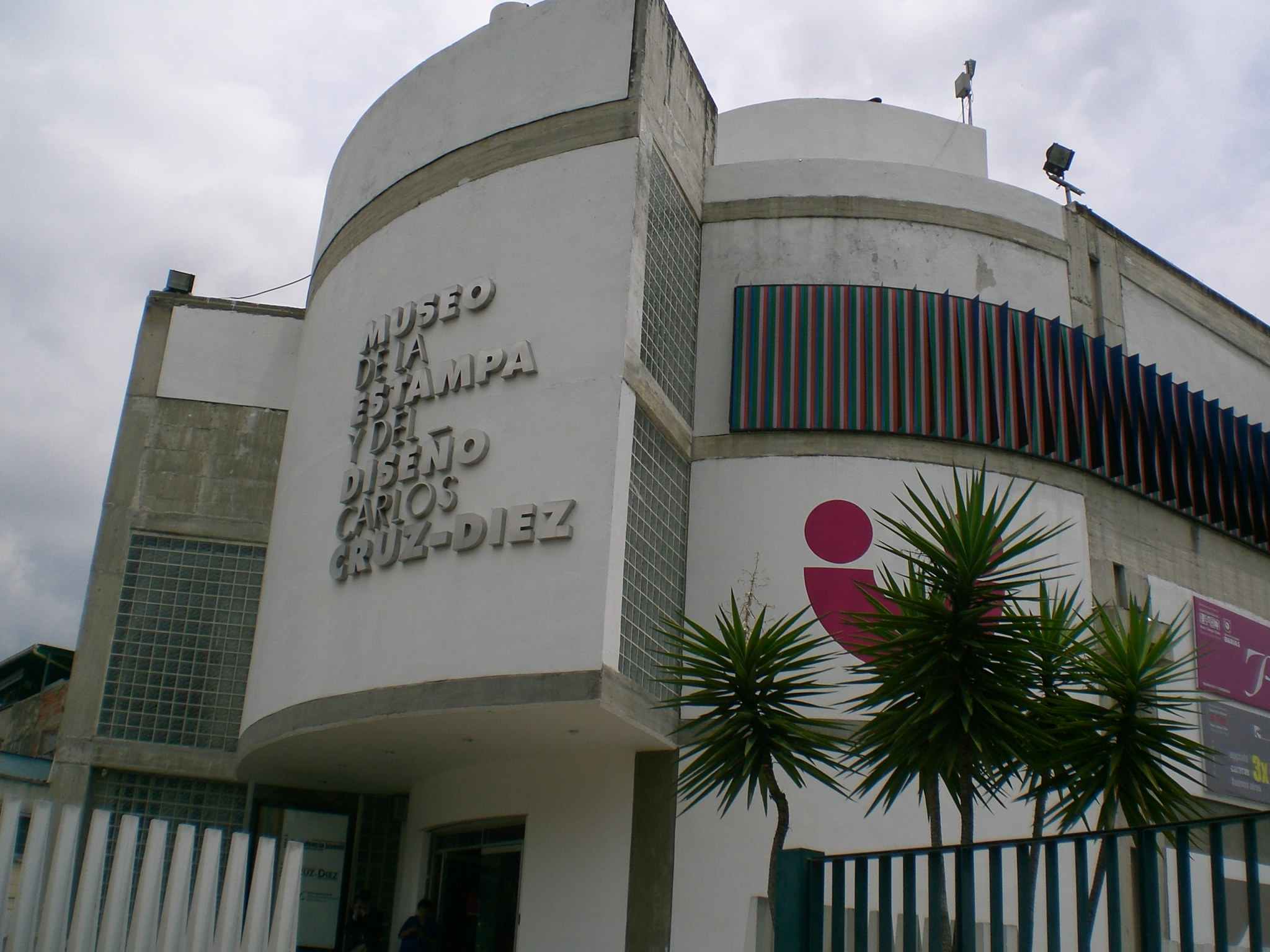
Het Museo Cruz-Diez in Caracas
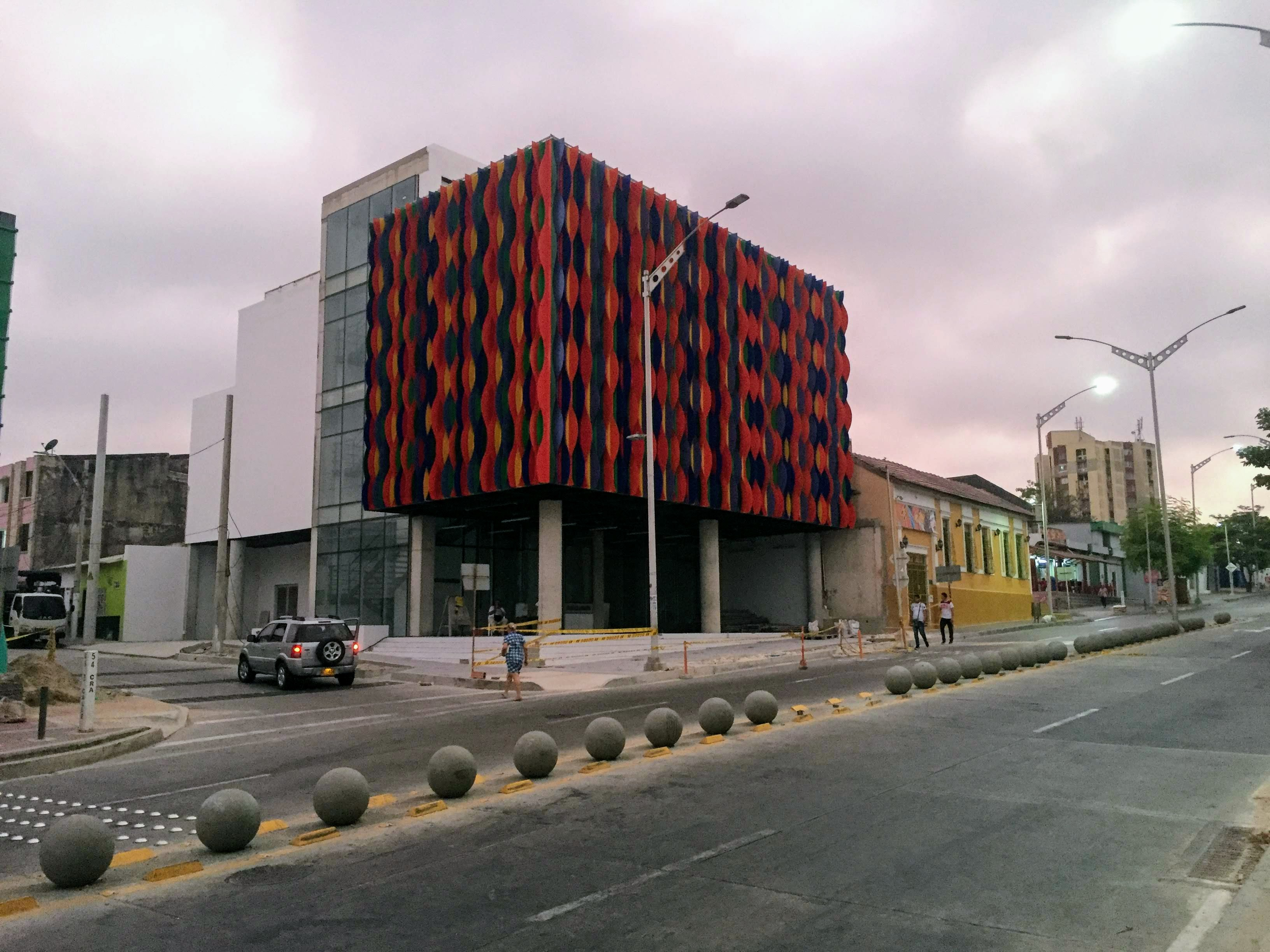
Het Museo Carnaval de Barranquilla in Colombia